# 扁頭泥蜂
扁头泥蜂（学名：Ampulex compressa）属膜翅目细腰亚目长背泥蜂科，以控制蟑螂繁殖而知名。扁头泥蜂身黑而长，表面带有绿宝石般的金属光泽，体型不大。

## 分布
主要分布于南亚、非洲、太平洋三大岛群等热带地域，特别是气温较高的时期成虫较多。
1941年，美国生物学家F.X. Williams曾把扁头泥蜂从美国本土引进夏威夷，试图以此来防治蟑螂，但最后失败了。

## 形态
身体表面拥有金属光泽，呈青绿色。附属肢第二肢与第三肢的腿呈红色。雌性成虫体长22毫米，雄性成虫较小，没有毒针。

## 繁殖
雌性扁头泥蜂交配之后，会寻找一只蟑螂，用螫針将毒汁注入蟑螂体内，令其瘫痪。趁其瘫痪之机，用毒针刺入蟑螂大脑，注入毒汁，破坏其神经系统，将蟑螂引诱回到巢中，将卵产在蟑螂体内，并将巢封住。
卵孵育成为幼虫的时候，以蟑螂的内脏为食，并在里面变成蛹，最后破蟑螂壳而出。